# FN's Økonomiske Kommission for Europa
FN's Økonomiske Kommission for Europa (UNECE) (engelsk: United Nations Economic Commission for Europe) er et organ under FN's økonomiske og sociale råd, der blev etableret i 1947 med det formål at forbedre økonomisk samarbejde mellem dens 56 medlemsstater. Udover lande i Europa er USA, Canada, Tyrkiet, Israel samt landene i Centralasien medlem. 
UNECE er den ene af fem regionale kommissioner under FN's sociale og økonomiske råd. UNECE arbejder med økonomisk analyse, statisik, bæredygtig energi, handel, industri- og erhvervsudvikling samt transport. Det er således UNECE, der administrerer europavejene.
UNECE har hovedsæde i Genève, Schweiz og ledes fra 2017 af Olga Algayerova. Fra 2014-2017 var lederen Christian Friis Bach.